# معاهدة التحالف (1960)
معاهدة التحالف 1960 هي اتفاقية دولية تتعلق بحكم قبرص وإدارتها. وقد وقع عليها في أغسطس 1960 حكومات كل من اليونان وتركيا وقبرص في نيقوسيا.

## شروط المعاهدة
حصلت قبرص على استقلالها عن المملكة المتحدة في 16 أغسطس 1960 من خلال اتفاقيات لندن وزيورخ. والمعاهدة هي محاولة متزامنة لنزع فتيل النزاع القبرصي الخطير بين اليونان وتركيا.
كان العنصر الرئيسي في المعاهدة هو تحديد العدد الدقيق للقوات اليونانية والتركية التي يمكن أن تبقى في جمهورية قبرص الجديدة. سُمح لأعداد صغيرة من القوات بتقديم دفاع محلي: سُمح لليونان بـ 950 فردًا، وسمح لتركيا بـ 650 فردًا. ونصت المعاهدة أيضًا على تشكيل الحرس الوطني القبرصي الذي سيضم مجندين من القبارصة اليونانيين والأتراك.
تم تضمين تعهد بتشكيل مقر عسكري مشترك بين القوات المسلحة اليونانية والتركية والقبرصية في المعاهدة، لكن ذلك لم يتحقق أبدًا.
تم تعزيز المعاهدة من خلال ما صاحبها من معاهدة الضمان (1960) التي وقعتها اليونان وتركيا والمملكة المتحدة. واحتفظت القوى الثلاث بالحق في التصرف من جانب واحد، لكن معاهدة الضمان ألزمتهم بالتشاور مع بعضهم البعض في أي أزمة مرتبطة بقبرص ومحاولة صياغة مسار عمل موحد.

## وصلات خارجية
- Articles of the Treaty of Alliance at Cypnet.co.uk.